# Hélène Defrance
Hélène Defrance (Clamart, 11 de agosto de 1986) es una deportista francesa que compite en vela en la clase 470. 
Participó en los Juegos Olímpicos de Río de Janeiro 2016, obteniendo una medalla de bronce en la clase 470 (junto con Camille Lecointre). Ganó dos medallas en el Campeonato Mundial de 470, oro en 2016 y bronce en 2015, y dos medallas en el Campeonato Europeo de 470, oro en 2010 y plata en 20155.

## Palmarés internacional
| \| Juegos Olímpicos \| Juegos Olímpicos \| Juegos Olímpicos \| Juegos Olímpicos \| \| Año \| Lugar \| Medalla \| Clase \| \| ------------------ \| ----------------------- \| ----------------- \| ---------------- \| \| 2016 \| Río de Janeiro (Brasil) \| Medalla de bronce \| 470 \| \| Campeonato Mundial \| \| \| \| \| Año \| Lugar \| Medalla \| Clase \| \| 2015 \| Haifa (Israel) \| Medalla de bronce \| 470 \| \| 2016 \| San Isidro (Argentina) \| Medalla de oro \| 470 \| \| Campeonato Europeo \| \| \| \| \| Año \| Lugar \| Medalla \| Clase \| \| 2010 \| Estambul (Turquía) \| Medalla de oro \| 470 \| \| 2015 \| Aarhus (Dinamarca) \| Medalla de plata \| 470 \| |                         |                   |       |
| Juegos Olímpicos |                         |                   |       |
| Año | Lugar                   | Medalla           | Clase |
| 2016 | Río de Janeiro (Brasil) | Medalla de bronce | 470   |
| Campeonato Mundial |                         |                   |       |
| Año | Lugar                   | Medalla           | Clase |
| 2015 | Haifa (Israel)          | Medalla de bronce | 470   |
| 2016 | San Isidro (Argentina)  | Medalla de oro    | 470   |
| Campeonato Europeo |                         |                   |       |
| Año | Lugar                   | Medalla           | Clase |
| 2010 | Estambul (Turquía)      | Medalla de oro    | 470   |
| 2015 | Aarhus (Dinamarca)      | Medalla de plata  | 470   |